# Fontanna Neptuna we Wrocławiu
Fontanna Neptuna (niem. Neptunbrunnen, pot. Gabeljürge, dialekt śląski Gabeljerge) – fontanna stojąca do 1945 na pl. Nowy Targ we Wrocławiu. Pod koniec II wojny światowej została zniszczona, a jej szczątki uznano za zaginione. W 2010 roku pozostałości fontanny zostały odkopane przez archeologów podczas wykopalisk poprzedzających budowę parkingu podziemnego. Jesienią 2022 roku oryginalna rzeźba Neptuna została odnaleziona w Wielowsi koło Sycowa przez wrocławskiego historyka, dr Tomasza Sielickiego.

## Historia
Barokowa fontanna Neptuna została wzniesiona na ówczesnym Neumarkt w 1732 roku na zlecenie Rady Miejskiej. Fontanna została wykonana z piaskowca przez wrocławskiego kamieniarza Johanna Karingera i rzeźbiarza Johanna Jakoba Bauera, a jej ozdobne elementy odkuł Johann Baptista Lembergerg. Postać Neptuna umieszczona była na kolumnie, u której stóp znajdowały się cztery delfiny, z których pysków tryskała woda. Sama kolumna była wsparta na czterech nereidach i ustawiona na misie stylizowanej na muszlę. Całość położona była w dziesięciobocznym basenie.
Rzeźba wywołała kontrowersje wśród mieszkańców, część uznała wyobrażenie Neptuna za diabła. Pomnik był wielokrotnie dewastowany i niezbędne okazało się ogrodzenie fontanny, zatrudniono również stróża pilnującego fontanny. W 1786 roku fontanna przeszła gruntowny remont, przeprowadzono wówczas także modernizację ujęcia wody, w którym zainstalowano koło wodne o średnicy 12 stóp. Urządzenie było w stanie przepompować około 425 litrów wody na minutę.
Pod koniec XVIII wieku fontanna stopniowo ulegała degradacji, a w 1809 roku została wyłączona. W 1838 roku córka kupca Scholtza przekazała na pamiątkę swoich zmarłych rodziców 500 talarów wrocławskiemu Prezydium Policji z przeznaczeniem na cele komunalne. Prezydent policji Ferdinand Wilhelm Heinke postanowił przekazać otrzymaną kwotę na cel renowacji fontanny, sporządził również kosztorys, który przekazał następnie wrocławskiemu magistratowi, który zgodził się na przeprowadzenie remontu i pokrycie dalszych jego kosztów. Remontem kierował Carl Heiber, a uszkodzone i brakujące elementy przygotował J. F. Anderson. Wybudowano wówczas nowy basen, wymieniono także trójząb na pozłacany, dokonano także kolejnej modernizacji ujęcia wody i wodociągów.
W drugiej połowie XIX wieku fontanna stała się ulubionym elementem krajobrazu Wrocławia, a u mieszkańców zyskała przydomek „Jerzy z widłami” (niem. Gabeljürge). W latach 40. XIX wieku popularnością cieszyły się opowiadania „Jorga z Widłami spacery w noc noworoczną” autorstwa G. Rolanda. Podczas Wiosny Ludów fontanna pełniła funkcję mównicy, z której przemawiano do zgromadzonego na placu tłumu. Do 1850 roku pod fontanną organizowane były marsze sylwestrowe. W 1850 roku uroczystości przerodziły się w zamieszki, gdy policjanci uniemożliwili jednemu z mężczyzn przemawiać z fontanny do zgromadzonych ludzi. Zgromadzenie rozpędziły dopiero oddziały wojskowe, które przybyły na miejsce. 
W 1874 roku miał miejsce kolejny remont fontanny, podczas którego wymieniono rzeźbę Neptuna na nową, autorstwa Alberta Rachnera. Po remoncie zezwolono na umieszczanie na ścianie basenu ogłoszeń, z powodu protestów mieszkańców niedługo później praktyki tej zabroniono. W 1894 roku dokonano kolejnej renowacji. W okresie I wojny światowej fontanna nie działała i służyła za miejsce zabawy dla dzieci, odnotowano także kilka przypadków kradzieży trójzębu. 
W okresie międzywojennym była jednym z najważniejszych symboli miasta i częstym tematem widokówek. Postać Neptuna, prócz kontekstu wody, miała nawiązywać do prowadzonego przez miejskich kupców handlu zamorskiego.
Fontanna uległa zniszczeniu pod koniec II wojny światowej, w czasie oblężenia Wrocławia, gdy zniszczony został cały Nowy Targ. Najprawodpodobniej zniszczenie fontanny miało miejsce 23 marca 1945 roku.

## Poszukiwanie fragmentów fontanny po 1945 roku
W październiku 2010 roku na Nowym Targu rozpoczęły się prace archeologiczne, poprzedzające budowę podziemnego parkingu. W pierwszych dniach znaleziono fragmenty torsu Neptuna, rękę, muszlę, kwiaty, a także elementy basenu i jego fundamentów oraz ceglane doprowadzenie wody.
Jak ustalił wrocławski historyk dr Tomasz Sielicki, podczas generalnego remontu fontanny na pl. Nowy Targ, który przeprowadzono w 1874 roku, oryginalną, barokową figurę Neptuna zastąpiła nowa rzeźba. To ona została zniszczona wiosną 1945 roku podczas oblężenia Wrocławia. Dr Sielicki postanowił odnaleźć monument. Według artykułów w prasie z okresu remontu fontanny wynikało, że oryginalny Neptun został przewieziony na prywatną posesję byłego radnego miejskiego, porucznika Carla Müllera w Wielowsi koło Sycowa, gdzie figura została odnaleziona jesienią w 2022 roku. 7 grudnia 2022 ocalałe fragmenty posągu wróciły do Wrocławia. Obecnie znajdują się, jako depozyt Muzeum Miejskiego Wrocławia, w zakładzie kamieniarskim na terenie Starego Cmentarza Żydowskiego przy ul. Ślężnej.
Rozważana była możliwość rekonstrukcji fontanny po renowacji placu, jednakże w rozpisanym we wrześniu 2013 roku konkursie na projekt fontanny nie wymagano od prac nawiązania do historycznego tematu, ani nawet nie przyznawano za owo nawiązanie dodatkowych punktów. Dowolność tematu nowej fontanny była krytykowana przez część środowiska muzealników, historyków sztuki, architektów i działaczy społecznych. W grudniu 2013 roku spośród 44 zgłoszonych projektów wyłoniono zwycięzcę konkursu, którym została Matylda Ariadna Nowak i jej kompozycja z blachy nierdzewnej. Gotowa fontanna miała stanąć na placu w 2015 roku, jednak do realizacji nie doszło. Początkowo miasto planowało kolejny konkurs, ale ostatecznie został on odwołany.
W 2016 rzeźbiarka Agnieszka Wolska zgłosiła do Wrocławskiego Budżetu Obywatelskiego projekt odbudowy fontanny Neptuna w oryginalnej lokalizacji.